# Kamocka Wola
Kamocka Wola – wieś w Polsce położona w województwie łódzkim, w powiecie piotrkowskim, w gminie Aleksandrów.
W latach 1975–1998 miejscowość administracyjnie należała do województwa piotrkowskiego.
Wierni Kościoła rzymskokatolickiego należą do parafii św. Apostołów Piotra i Pawła w Dąbrowie nad Czarną.